# Marcel Colla
Marcel Colla (* 28. September 1943 in Deurne, Antwerpen, Provinz Antwerpen) ist ein belgischer Soziologe und Politiker der Belgische Socialistische Partij (BSP) sowie zuletzt der Socialistische Partij (SP), der unter anderem Minister in der achten und neunten Regierung von Premierminister Wilfried Martens sowie in der ersten und zweiten Regierung von Premierminister Jean-Luc Dehaene war.

## Leben

### Abgeordneter, Mitglied des Europäischen Parlaments und Staatssekretär
Colla absolvierte nach dem Schulbesuch ein Studium der Sozialwissenschaften und schloss dieses mit einem Lizenziat ab. Anschließend war er als Soziologe tätig.
Anfang der 1970er Jahre begann er sein politisches Engagement und wurde 1970 als Nachfolger von Fernand Stans Vorsitzender der Jungsozialisten (Jongsocialisten), der Jugendorganisation der Belgische Socialistische Partij. Diese Funktion bekleidete er bis zu seiner Ablösung durch Norbert De Batselier 1973.
Zwischen 1977 und 1980 war er Schepen (Beigeordneter) in seiner Geburtsstadt Deurne und während dieser Zeit vom 10. Oktober bis zum 17. Dezember 1978 auch kurzzeitig erstmals Mitglied der Abgeordnetenkammer von Belgien, in der er das Arrondissement Antwerpen vertrat. Zeitgleich war er Mitglied des Flämischen Rates (Vlaamse Raad), aus dem später das Flämische Parlament (Vlaamse Parlement) hervorging.
Bei der Europawahl 1979 wurde er zum Mitglied des Europäischen Parlaments gewählt und gehörte diesem in der ersten Wahlperiode bis 1982 an.
Am 8. November 1981 wurde Colla abermals Mitglieder der Abgeordnetenkammer und vertrat in dieser zunächst wieder das Arrondissement Antwerpen sowie anschließend vom 21. Mai 1995 bis zum 5. Mai 1999 den Wahlkreis Antwerpen. Gleichzeitig war er in dieser Zeit auch wieder Mitglied des Flämischen Rates.
Am 9. Mai 1988 wurde er von Premierminister Wilfried Martens als Staatssekretär für Wissenschaftspolitik in dessen achte Regierung berufen und war in dieser Funktion dem Minister für Wissenschaftspolitik, Hugo Schiltz, beigeordnet.

### Minister, Fraktionsvorsitzender und Senator
Colla übernahm in der achten Regierung Martens nach einer Kabinettsumbildung am 16. Januar 1989 von seinem Parteifreund Freddy Willockx das Amt des Minister für Post-, Telegrafen- und Telefonwesen und übte dieses Amt auch in der neunten Regierung Martens bis zum Ende von Martens Amtszeit am 7. März 1992 aus.
Später war Colla von 1994 bis 1999 Vorsitzender der Fraktion der Socialistische Partij in der Abgeordnetenkammer.
Gleichzeitig wurde er am 18. Juni 1994 erneut als Nachfolger von Freddy Willockx Minister für Pensionen im ersten Kabinett von Premierminister Jean-Luc Dehaene. Nachdem Dehaene am 23. Juni 1995 seine zweite Regierung gebildet hatte, übernahm er in dieser das Amt des Ministers für öffentliche Gesundheit und Pensionen und bekleidete dieses Amt bis zum 1. Juni 1999, als er wegen eines Dioxinskandals zurücktreten musste. Nachfolger wurden daraufhin der bisherige Vizepremierminister und Minister für Inneres Luc Van den Bossche, der nunmehr Vizepremierminister sowie Minister für Inneres und öffentliche Gesundheit wurde, und der vorherige Staatssekretär für Sicherheit und Umwelt Jan Peeters, der das Amt des Ministers für Pensionen, Sicherheit, Soziale Integration und Umwelt übernahm.
Nach seinem Ausscheiden aus der Abgeordnetenkammer wurde Colla 1999 Mitglied des Senats und gehörte diesem bis 2003 an. Er als solcher zwischen 1999 und 2002 auch Mitglied des Exekutivrates der Weltgesundheitsorganisation (WHO) sowie zugleich von 1999 bis 2001 Delegierter der Parlamentarischen Versammlung des Europarates.
Für seine politischen Verdienste wurde ihm das Ritterkreuz des Leopoldsordens verliehen, ehe er am 11. Mai 2003 zum Großoffizier des Leopoldsordens ernannt wurde.